# Casa consignataria
Una casa consignataria es una empresa intermediaria que garantiza operaciones mercantiles y de otros tipos en una gran diversidad de servicios y negocios, por ejemplo la que garantiza las operaciones entre los productores y los frigoríficos con respecto a la venta de animales, como el ganado vacunos. El 15% de la faena de Argentina se realiza mediante una casa consignataria.
Otro ejemplo son las personas que reciben ganado de los productores para enviarlos a faena y luego realizan la venta de la carne y de sus subproductos por cuenta y orden de estos.